# Mysen
Mysen è un centro abitato della Norvegia, fa parte del comune di Indre Østfold nella contea di Østfold.
Fino al 31 dicembre 2020 era il centro amministrativo del comune di Eidsberg, poi soppresso insieme alla contea di Østfold (ripristinata nel 2024).
Il nome della cittadina deriva dall'antica fattoria di Mysen (in norreno Mysin, da *Mosvin), sul cui terreno venne costruita. Il nome è composto da due elementi: mosi (palude) e vin (prato, pascolo). 
Nel 2019 Mysen contava 6.576 abitanti.

## Storia

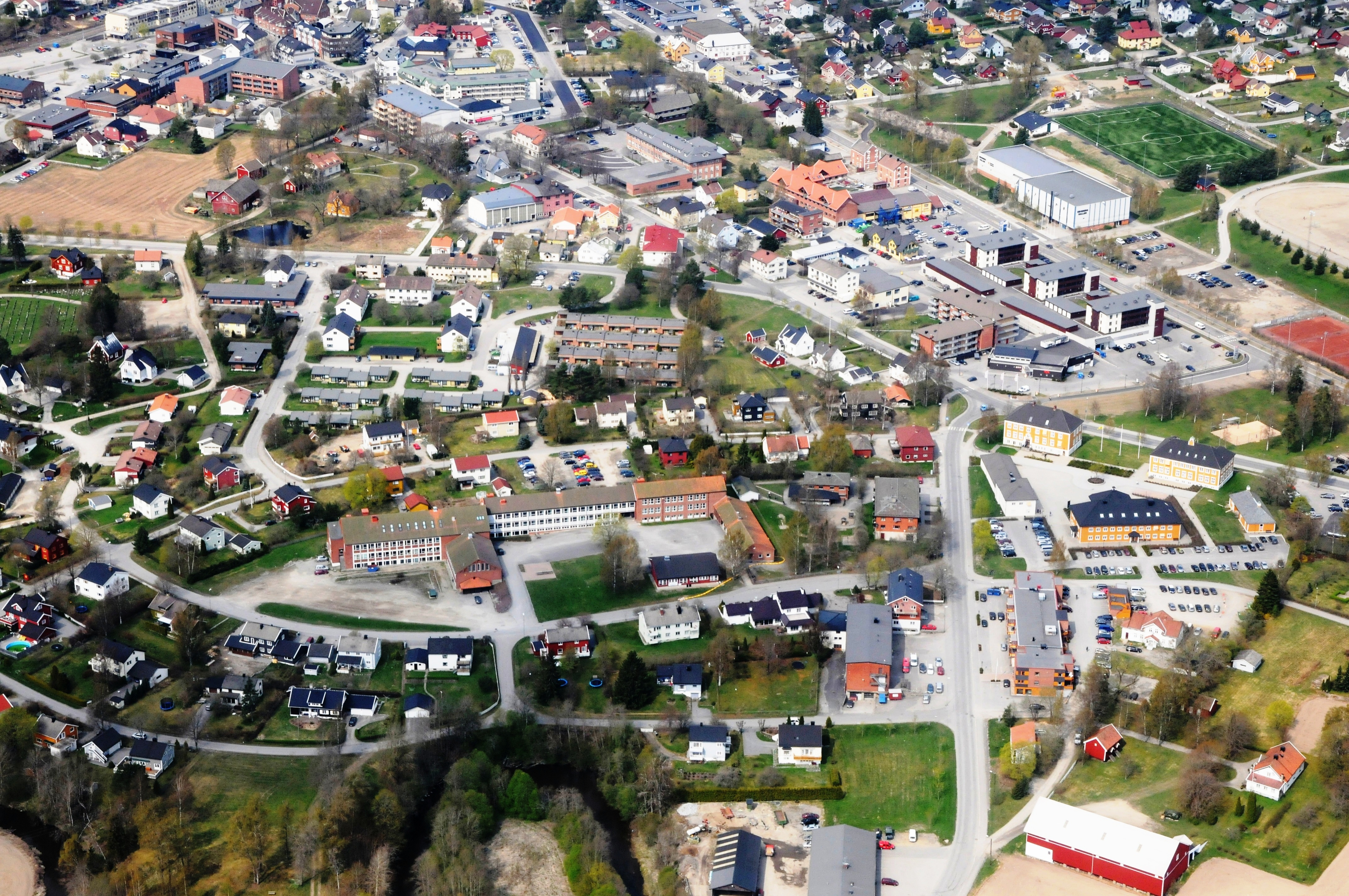
Il centro di Mysen visto da sud

Mysen divenne una municipalità indipendente il 1º luglio 1920, quando si rese autonoma da Eidsberg. Il 1º gennaio 1961 Mysen fu nuovamente incorporata ad Eidsberg. Come molte altre località della Norvegia settentrionale, Mysen si espanse attorno ad una stazione ferroviaria, dopo che venne inaugurata la tratta orientale della linea ferroviaria dell'Østfold. Oggi la stazione è il punto terminale per molti treni locali della linea ferroviaria orientale. Perciò Mysen è un centro di comunicazione per l'interno della contea di Østfold, con autolinee dirette verso numerose località nei dintorni, come Töcksfors, in Svezia. La proprietà della chiesa è situata in un parco, vicino alla stazione, costruito nel 1903 da Anton H. Mysens su disegni dell'architetto Hjalmar Welhaven. 
Nel mese di gennaio del 1945 il maggiore delle SS Hans Aumeier venne inviato in aereo in Norvegia, su ordine diretto del generale delle SS Oswald Pohl, per creare un campo di concentramento a Mysen. In primavera a Momarken (vedi infra) venne costruito un campo dai russi prigionieri di guerra, dove in seguito furono internati anche 350 prigionieri norvegesi provenienti da Grini. Il campo, però, non fu mai completato. L'8 maggio dello stesso anno i prigionieri furono rilasciati; Aumeier e il suo staff, che presiedevano le colonie penali di Dachau, Auschwitz e quelle in Lettonia, furono arrestati nel giugno 1945. Aumeier fu poi condannato e giustiziato a Cracovia, mentre il tenente delle SS Bruno Pfütze, prelevato ad Auschwitz, perse la vita nella Fortezza di Akershus a Oslo.

## Momarken
A nord di Mysen è situato l'ippodromo di Momarken, che nel 1975, in occasione della corsa ippica annuale, ospitò gli ABBA. Dal 2014 esso ha cambiato il suo nome in Festdager.